# Miftah al-Usta Umar
Miftah al-Usta Umar (arabiska: مفتاح الأسطى عمر), född 1935, död 22 mars 2010 var en libysk politiker.
År 1984 efterträdde Umar Muhammad az-Zaruq Rajab som Libyens nominella statschef, Allmänna folkkongressens generalsekreterare. Han efterträddes 1990 som statschef av Abdul Razzaq as-Sawsa.